# Щербатівка (Коростенський район)
Щерба́тівка — село в Україні, у Малинській міській територіальній громаді Коростенського району Житомирської області. Населення становить 310 осіб (2001).

## Історія
У 1923-му та 1925—54 роках — адміністративний центр колишньої Щербатівської сільської ради Малинського району.

## Населення

### Мова
Розподіл населення за рідною мовою за даними перепису 2001 року:
| Мова       | Кількість | Відсоток |
| ---------- | --------- | -------- |
| українська | 306       | 98.71%   |
| російська  | 3         | 0.97%    |
| білоруська | 1         | 0.32%    |
| Усього     | 310       | 100%     |

## Відомі люди
- Дмитрієнко Станіслава Григорівна (* 1948) — російський хімік-аналітик.